# Babel (Stravinsky)

Pieter_Bruegel_the_Elder_-_The_Tower_of_Babel_(Vienna)_-_Google_Art_Project_-_edited

Babel (W84) is een cantate van Igor Stravinsky voor koor, verteller en orkest, gecomponeerd in Hollywood en voltooid op 12 april 1944. Het werk, dat ca. 7 minuten duurt, is een onderdeel van de cyclus Genesis
De Geniscyclus was een idee van de muziekuitgever Nathaniel Shilkret die opdracht gaf aan een aantal in Amerika levende componisten voor een collectief werk gebaseerd op de eerste hoofdstukken van het Bijbelboek Genesis. De bedoeling was om de composities op zes 78-toeren platen op te nemen, een kant per componist ()
De suite met tot dan voltooide delen werd voor het eerst uitgevoerd op 18 november 1945 onder leiding van Werner Janssen. De beschikbare delen waren:
- Prelude door Arnold Schoenberg;
- de Schepping door Shilkret zelf;
- de Zondeval door Alexandre Tansman;
- Kaïn en Abel door Darius Milhaud;
- de Zondvloed door Mario Castelnuovo-Tedesco;
- Gods regenboogverbond door Ernst Toch
- Babel door Stravinsky
- Andere delen zouden geschreven moeten worden door Béla Bartok, Paul Hindemith en Sergej Prokofjev, maar omdat deze delen nooit zijn verwezenlijkt is de suite onvoltooid gebleven.

Stravinsky's bijdrage Babel is gebaseerd op Genesis 11:1-9

## Ontstaansgeschiedenis
Shilkret had een levendige en bijna letterlijke uitbeelding van de Bijbelse tekst voor ogen. Volgens Alexandre Tansman, die de Zondeval voor zijn rekening zou nemen en die bij de besprekingen tussen Shilkret en Stravinsky aanwezig was, zag Shilkret het werk 'bijna cinematografisch, als een externe synchronisatie van de tekst met daarbij behorende muzikale sfeer' (). Voor Babel stelde hij de bouw van de toren voor met de recitant die de woorden van God zou spreken. Maar dit stond haaks op de Russisch orthodox-christelijke opvattingen van Stravinsky die afwees dat de stem van God door een menselijke stem zou worden geïmiteerd. Stravinsky wilde de stem van God toebedelen aan het tweestemmig mannenkoor en het verhaal eromheen aan de recitant; de muziek moest in geen geval proberen de stem van God te ondersteunen of te verbeelden. 'Muziek moet niet wat dan ook illustreren, dat is niet haar functie, en in dit geval zelfs minder dan ooit' was de mening van Stravinsky (). Aan deze voorwaarde van Stravinsky werd voldaan ().

## Opbouw van de compositie
Babel is in één deel geschreven, als een passacaglia (), die in een viertal secties te verdelen is. Het eerste deel is een serie variaties op het basthema in E (strijkers, fagotten, basklarinet.....met daarbij een hobopartij begeleid door drie fluiten en een trompet) waarboven de verteller de eerste vijf versen van de tekst reciteert. Het tweede deel, een cantata voor tenoren en bassen, introduceert de Stem van God, op afstand, priesterlijk in toon en resonerend boven dichte orkestrale texturen  (strijkers, hout- en koperblazers). Het derde deel  bestaat uit een orkestrale stretto met herhaalde staccatoakkoorden door de hoorns (te vergelijken met het Laudate Dominum uit de Psalmensymfonie) en een fugatische doorwerking, wat de verstrooiing van de mensheid over de aarde verbeeldt en begeleidt. Het vierde deel is een coda dat het werk tot een rustig eind brengt in B () (Schoenberg zei van Babel dat het stuk geen slot had maar eenvoudigweg ophield ().
Er zijn twee soorten tekst. Ten eerste de door de verteller gesproken tekst (versen 1-5 en 8-9), waarbij het orkest 'beschrijvend/illustratief' is, met name bij de verstrooing van de mensen over de wereld waarbij de muziek dan in meer heftige figuraties klinkt. Maar als God spreekt (versen 6 en 7) neemt de muziek de plechtige kalmte van het goddelijke onpersoonlijke aan ()

## Oeuvre
Zie het Oeuvre van Igor Stravinsky voor een volledig overzicht van het werk van Stravinsky.

## Geselecteerde discografie
- Babel in de 'Igor Stravinsky Edition – deel 'Sacred Works', CBC Symphony Orchestra o.l.v. Igor Stravinsky met John Calicos, verteller en de Festival Singers of Toronto (Sony Classical, SM2K 46301)
- Babel op CD met religieuze koorwerken van Stravinsky (Psalmensymfonie, Drie Russische koren, Cantata, Mis), o.l.v. Robert Craft, diverse koren en solisten (Naxos, 8.557504)
- Babel in een complete opname van de Genesissuite, Radio-Sinfonie-Orchester-Berlin o.l.v. Gerhard Schwarz met het Ernst Senff-koor (Naxos – American Classics, 8.559442 )